# Президиум СФРЮ
Президиум СФРЮ (сербохорв. Председништво СФРJ / Predsedništvo SFRJ, серб. и черног. Председништво СФРЈ, босн. и хорв. Predsjedništvo SFRJ, словен. Predsedstvo SFRJ, макед. Председателство на СФРЈ) — государственный орган, возглавлявший СФРЮ. Президиум был впервые образован в 1971 году согласно поправкам к конституции СФРЮ и был реорганизован в 1974 с принятием новой конституции. В период с 1971 по 1974 Президиум состоял из 23 человек — по 3 представителя от каждой республики, по 2 представителя от каждого автономного края и президент СФРЮ Иосип Броз Тито. В 1974 количество членов президиума было сокращено до 9 — по одному представителю от каждой республики и автономного края и председатель Президиума СКЮ по должности. В 1988 году согласно поправке к конституции представитель СКЮ был исключён из числа членов Президиума.
Представители республик и автономных краёв избирались соответствующими парламентами на 5 лет. Всего согласно новой конституции выборы проводились 4 раза — в 1974, 1979, 1984 и 1989 годах. Проводились также довыборы в случае преждевременного ухода члена Президиума с должности, а полномочия досрочно избранного члена Президиума продолжались лишь до истечения срока его предшественника. Один и тот же человек не мог быть избран более 2 раз подряд.
В 1989 представители Словении и Боснии и Герцеговины были избраны на всенародном голосовании; парламенты лишь утвердили этот выбор.
До своей смерти в 1980 году бессменным председателем Президиума был Тито, занимавший пост пожизненного президента страны. После его смерти председателями на один год становились представители всех республик и автономных краёв по очереди (Македония — Босния и Герцеговина — Словения — Сербия — Хорватия — Черногория — Воеводина — Косово). В 1991 году этот порядок был нарушен, когда уходящий с поста председателя представитель Сербии Борисав Йович воспрепятствовал автоматическому вступлению в должность представителя Хорватии Стипе Месича. Месич стал председателем Президиума лишь 1 июля.
Осенью 1991 года представители Словении, Хорватии, Македонии и Боснии и Герцеговины прекратили участие в деятельности Президиума. Оставшиеся 4 члена президиума продолжили работу до 15 июня 1992 года, когда Добрица Чосич был избран первым Президентом СРЮ.

## Состав Президиума

### 29 июля 1971 — 16 мая 1974
- Президент СФРЮ — Иосип Броз Тито (председатель)
- СР Босния и Герцеговина — Ратко Дугонич, Аугустин Папич, Хамдия Поздерац
- СР Македония — Киро Глигоров (с 1972 — Лазар Колишевский), Никола Минчев, Крсте Црвенковский
- СР Сербия — Добривое Видич, Драгослав Маркович, Коча Попович (с 1972 — Драги Стаменкович)
  - САК Воеводина — Мачаш Келеман (с 1972 — Ида Сабо), Илия Раячич (с 1973 — Сретен Ковачевич)
  - САК Косово — Вели Дева, Иляз Куртеши
- СР Словения — Марко Булц, Сергей Крайгер, Митя Рибичич
- СР Хорватия — Яков Блажевич, Джуро Кладарин, Мико Трипало (с 1972 — Милан Мишкович)
- СР Черногория — Видое Жаркович, Велько Мичунович, Доброслав Чулафич

### 16 мая 1974 — 15 мая 1979
- Президент СФРЮ — Иосип Броз Тито (председатель)
- СР Босния и Герцеговина — Цвиетин Миятович
- СР Македония — Лазар Колишевский
- СР Сербия — Петар Стамболич
  - САК Воеводина — Стеван Дороньский
  - САК Косово — Фадиль Ходжа
- СР Словения — Эдвард Кардель (до 10 февраля 1979, умер, находясь в должности), Сергей Крайгер (с 10 февраля 1979, и. о. по должности как председатель Президиума Словении)
- СР Хорватия — Владимир Бакарич
- СР Черногория — Видое Жаркович

### 16 мая 1979 — 15 мая 1984
- Президент СФРЮ — Иосип Броз Тито (председатель, до 4 мая 1980, умер, находясь в должности)
- СР Босния и Герцеговина — Цвиетин Миятович (председатель с 15 мая 1980 по 15 мая 1981)
- СР Македония — Лазар Колишевский (председатель с 4 по 15 мая 1980)
- СР Сербия — Петар Стамболич (председатель с 15 мая 1982 по 15 мая 1983)
  - САК Воеводина — Стеван Дороньский (до 14 августа 1981, умер, находясь в должности), Радован Влайкович (с 14 августа 1981, в том числе до ноября 1981 и. о. по должности как председатель Президиума Воеводины)
  - САК Косово — Фадиль Ходжа
- СР Словения — Сергей Крайгер (председатель с 15 мая 1981 по 15 мая 1982)
- СР Хорватия — Владимир Бакарич (до 16 января 1983, умер, находясь в должности), Мика Шпиляк (с января 1983, председатель с 15 мая 1983 по 15 мая 1984)
- СР Черногория — Видое Жаркович
- Председатель Президиума СКЮ — Стеван Дороньский (с 4 мая по 20 октября 1980, одновременно представитель Воеводины), Лазар Мойсов (20 октября 1980 — 20 октября 1981), Душан Драгосавац (20 октября 1981 — 29 июня 1982), Митя Рибичич (29 июня 1982 — 30 июня 1983), Драгослав Маркович (30 июня 1983 — 15 мая 1984)

### 15 мая 1984 — 15 мая 1989
- СР Босния и Герцеговина — Бранко Микулич (до мая 1986, назначен председателем Союзного исполнительного веча Югославии), Хамдия Поздерац (с мая 1986 по 15 сентября 1987, ушёл в отставку из-за обвинений в финансовых махинациях (Афера «Агрокомерц»)), Мато Андрич (15 сентября — 31 декабря 1987, и. о. как председатель Президиума Боснии и Герцеговины), Раиф Диздаревич (с 31 декабря 1987, председатель с 15 мая 1988 по 15 мая 1989)
- СР Македония — Лазар Мойсов (председатель с 15 мая 1987 по 15 мая 1988)
- СР Сербия — Никола Любичич
  - САК Воеводина — Радован Влайкович (председатель с 15 мая 1985 по 15 мая 1986)
  - САК Косово — Синан Хасани (председатель с 15 мая 1986 по 15 мая 1987)
- СР Словения — Стане Доланц
- СР Хорватия — Йосип Врховец
- СР Черногория — Веселин Джуранович (председатель с 15 мая 1984 по 15 мая 1985)
- Председатель Президиума СКЮ — Драгослав Маркович (15 мая — 26 июня 1984), Али Шукрия (26 июня 1984 — 25 июня 1985), Видое Жаркович (25 июня 1985 — 26 июня 1986), Миланко Реновица (26 июня 1986 — 30 июня 1987), Бошко Крунич (30 июня 1987 — 30 июня 1988), Стипе Шувар (30 июня — 25 ноября 1988)

### 15 мая 1989 — 15 июня 1992
- СР Босния и Герцеговина — Богич Богичевич (до октября 1991)
- СР Македония — Васил Тупурковский (до октября 1991)
- СР Сербия/ Республика Сербия — Борисав Йович (председатель с 15 мая 1990 по 15 мая 1991)
  - САК Воеводина/АК Воеводина — Драгутин Зеленович (до декабря 1990, назначен председателем правительства Сербии), Югослав Костич (с декабря 1990)
  - САК Косово/АК Косово и Метохия — Риза Сапунджиу (до 21 марта 1991, отозван Скупщиной Сербии), Сейдо Байрамович (с 21 марта 1991, и.о. председателя с 15 мая по 1 июля 1991)
- СР Словения/ Республика Словения — Янез Дрновшек (до октября 1991, председатель с 15 мая 1989 по 15 мая 1990)
- СР Хорватия/  Республика Хорватия — Стипе Шувар (до 19 октября 1990, отозван Сабором Хорватии), Степан Месич (с 19 октября 1990 по 3 октября 1991, формально ушёл в отставку 5 декабря 1991, председатель с 1 июля 1991)
- СР Черногория — Ненад Бучин (до 16 марта 1991, ушёл в отставку), Бранко Костич (с 16 марта 1991, и.о. председателя с 3 октября 1991)